# Ishielu
Ishielu è una delle tredici aree a governo locale (local government areas) in cui è suddiviso lo stato di Ebonyi, nella Repubblica Federale della Nigeria.
Si estende su una superficie di 872 km² e conta una popolazione di 151.048 abitanti.
Il governo locale di Ishielu è composto da comunità spesso indicate come Orring-Agba e Igbo-Esa. Le comunità sono:
- Nkalaha
- Ntezi
- Okpoto
- Ohofia-Agba
- Agba
- Ezza-agu
- Ezillo
- Umuhali
- Obeagu
- Nkalagu
- Amaezu
- Iyonu